# Дунав филм
Дунав филм је била једна од најстаријих југословенских филмских компанија, која је од 1953. до 2006. године направила 555 документарних и 13 играних филмова.

## Продукција

### Играни филм
| Год, | Назив                 |
| ---- | --------------------- |
| 1967 | Јутро                 |
| 1968 | Подне                 |
| 1969 | Низводно од сунца     |
| 1969 | Крос контри           |
| 1970 | Бициклисти            |
| 1971 | Млад и здрав као ружа |
| 1972 | Мајстор и Маргарита   |
| 1977 | Бештије               |
| 1977 | Акција стадион        |
| 1978 | Судбине               |
| 1980 | Дани од снова         |
| 1984 | Јагуаров скок         |
| 1986 | Добровољци            |

### Документарни и кратки филмови
1950 ▼  |  1960 ▼  |  1970 ▼  |  1980 ▼  |  1990 ▼  |  2000 ▼
| 1955 ▼ \| 1956 ▼ \| 1957 ▼ \| 1958 ▼ \| 1959 ▼ |

|            | Назив                                            | Редитељ                | Сценарист                       | Тр.  | У боји |
| ---------- | ------------------------------------------------ | ---------------------- | ------------------------------- | ---- | ------ |
| 1950.-те ▲ |                                                  |                        |                                 |      |        |
| 1953       | Из репертоара ансамбла народних игара н р Србије | Александар Аранђеловић | Александар Аранђеловић          | 0:13 | не     |
| 1955. ▲    |                                                  |                        |                                 |      |        |
| 1955       | Крила младих                                     | Стојан Ћулибрк         | Стојан Ћулибрк Зденко Јуреша    | 0:18 | не     |
| 1956. ▲    |                                                  |                        |                                 |      |        |
| 1956       | Грађевинске машине                               | Маријан Вајда          | Маријан Вајда                   | 0:11 | не     |
| 1956       | Сплитска индустрија цемента                      | Маријан Вајда          | Маријан Вајда                   | 0:09 | не     |
| 1956       | Аутомеханика - Сплит                             | Маријан Вајда          | Маријан Вајда                   | 0:02 | не     |
| 1956       | Борачко језеро                                   | Маријан Вајда          | Маријан Вајда                   | 0:08 | не     |
| 1956       | Буилдинг масхинес - маде ин Yугославиа           | Маријан Вајда          | Маријан Вајда                   | 0:11 | не     |
| 1957. ▲    |                                                  |                        |                                 |      |        |
| 1957       | Трагом ракете                                    | Божидар Ранчић         | Милован Меденица                | 0:11 | не     |
| 1957       | Алуминијум у грађевинарству                      | Милош Стефановић       | Слободан Боснић                 | 0:11 | не     |
| 1957       | Светлан и Змај                                   | Радивоје Лола Ђукић    | Радивоје Лола Ђукић             | 0:20 | не     |
| 1957       | Смотра наше пољопривреде                         | Милош Стефановић       | Милош Стефановић Сава Тодоровић | 0:08 | не     |
| 1958. ▲    |                                                  |                        |                                 |      |        |
| 1958       | Рад и физичка култура                            | Крсто Шканата          | Момчило Илић                    | 0:15 | не     |
| 1958       | Радар                                            | Божидар Ранчић         | Милован Меденица                | 0:15 | не     |
| 1958       | За најмлађе на селу                              | Божидар Ранчић         | Влатко Влатковић                | 0:17 | не     |
| 1958       | Породица Глишић                                  | Божидар Ранчић         | Вера Црвенчанин                 | 0:17 | не     |
| 1958       | Народни музеј у Београду                         | Маријан Вајда          | Маријан Вајда                   | 0:19 | да     |
| 1958       | Захвалност Тесли                                 | Божидар Ранчић         | Вељко Кораћ                     | 0:11 | не     |
| 1958       | Отвори врата                                     | Душан Стефановић       | Душан Стефановић                | 0:03 | не     |
| 1958       | Шуме це остати зелене                            | Војислав Ракоњац Кокан | Драгољуб Ивков                  | 0:10 | не     |
| 1958       | Да нам ливаде и пашњаци буду бољи                | Ратомир Ивковић        | Божидар Величковић              | 0:08 | не     |
| 1958       | Клима у Југославији                              | Милош Букумировић      | Милош Букумировић               | 0:19 | не     |
| 1959. ▲    |                                                  |                        |                                 |      |        |
| 1959       | Бука - проблем радног човека                     | Божидар Ранчић         | Јордан Ђорђевић                 | 0:16 | не     |
| 1959       | Гради се канал                                   | Сава Мрмак             | Сава Мрмак                      | 0:18 | не     |
| 1959       | Смотра савремене пољопривреде                    | Ратомир Ивковић        | Ратомир Ивковић                 | ?    | да     |
| 1959       | Експериментални транспорт шљива                  | Маријан Вајда          | Љубомир Зечевић                 | 0:05 | не     |
| 1959       | Шта је струја                                    | Јордан Ђорђевић        | Момчило Максимчев               | 0:07 | не     |
| 1959       | Светлост на острву                               | Маријан Вајда          | Маријан Вајда                   | 0:15 | да     |
| 1959       | Раднички универзитет                             | Божидар Ранчић         | Божидар Ранчић                  | 0:17 | не     |
| 1959       | Пролећно путовање                                | Маријан Вајда          | Маријан Вајда                   | 0:15 | да     |
| 1959       | Зелене недеље                                    | Маријан Вајда          | Драгош Стевановић               | 0:15 | да     |

| 1961 ▼ | 1962 ▼ | 1963 ▼ | 1964 ▼ | 1965 ▼ \| 1966 ▼ \| 1967 ▼ \| 1968 ▼ \| 1969 ▼ |

|            | Назив                                                 | Редитељ                                   | Сценарист                                 | Тр.  | У боји |
| ---------- | ----------------------------------------------------- | ----------------------------------------- | ----------------------------------------- | ---- | ------ |
| 1960.-те ▲ |                                                       |                                           |                                           |      |        |
| 1960       | Организовани тов говеда                               | Божидар Ранчић                            | Предраг Крстић                            | 0:09 | не     |
| 1960       | На гвозденим друмовима                                | Маријан Вајда                             | Маријан Вајда                             | 0:12 | не     |
| 1960       | Меснате свиње                                         | Божидар Ранчић                            | Јован Белић Александар Огњановић          | 0:08 | не     |
| 1960       | Кад би рибе                                           | Ото Денес                                 | Ото Денес                                 | 0:13 | не     |
| 1960       | Беле роде                                             | Божидар Ранчић                            | Ђорђе Радишић                             | 0:21 | не     |
| 1960       | Самопослуживање у трговини                            | Ратомир Ивковић                           | Александар Гребер Милутин Јанковић        | 0:09 | не     |
| 1960       | Телевизија                                            | Божидар Ранчић                            | Радивоје Лола Ђукић Родољуб Жижић         | 0:15 | не     |
| 1960       | Транзистори                                           | Миодраг Николић                           | Миодраг Николић                           | 0:15 | не     |
| 1960       | Плантазни воћњаци                                     | Ратомир Ивковић                           | Спасоје Булатовић Драгутин Радовић        | 0:09 | не     |
| 1960       | Пољопривреда данас                                    | Ратомир Ивковић                           | Ратомир Ивковић                           | 0:13 | да     |
| 1960       | По Космету долином Ибра                               | Милутин Станишић                          | Светолик Митић                            | 0:07 | не     |
| 1960       | Савремена производња кукуруза                         | Миодраг Николић                           | Војислав Ђурковић                         | 0:11 | не     |
| 1960       | Сусрет под Озреном                                    | Маријан Вајда                             | Јеленко Бучевац                           | 0:10 | да     |
| 1960       | Викенд на Дрини                                       | Маријан Вајда                             | Маријан Вајда                             | 0:12 | да     |
| 1960       | Сеоске девојке                                        | Ратомир Ивковић                           | Златимир Видаковић                        | 0:12 | не     |
| 1960       | Путопис о Србији                                      | Маријан Вајда                             | Маријан Вајда                             | 0:14 | да     |
| 1960       | Наше терме                                            | Маријан Вајда                             | Маријан Вајда                             | 0:18 | да     |
| 1960       | Дунавски акварели                                     | Маријан Вајда                             | Маријан Вајда                             | 0:08 | да     |
| 1961. ▲    |                                                       |                                           |                                           |      |        |
| 1961       | Он                                                    | Пуриша Ђорђевић                           | Пуриша Ђорђевић                           | 0:09 | не     |
| 1961       | Дванаесторо деце друга Оскара                         | Бранко Ћеловић                            | Бранко Ћеловић Пуриша Ђорђевић            | 0:10 | не     |
| 1961       | Пољопривреда постаје индустрија                       | Ратомир Ивковић                           | Ратомир Ивковић                           | 0:16 | да     |
| 1961       | Календар природе                                      | Миодраг Николић                           | Стјепан Заниновић                         | 0:14 | не     |
| 1961       | Београд                                               | Миодраг Јовановић                         | Миодраг Јовановић                         | 0:12 | да     |
| 1961       | Инфрацрвени зраци                                     | Божидар Ранчић                            | Милован Меденица                          | 0:11 | не     |
| 1961       | 7950                                                  | Божидар Ранчић                            | Ђорђе Радишић                             | 0:10 | не     |
| 1961       | Једно немо сведочанство                               | Александар Аранђеловић                    | Александар Аранђеловић                    | 0:10 | не     |
| 1961       | Металац                                               | Ратомир Ивковић                           | Ратко Ђуровић                             | 0:14 | не     |
| 1961       | Трубе Драгачева                                       | Пуриша Ђорђевић                           | Пуриша Ђорђевић                           | 0:16 | не     |
| 1961       | Хлеб, со и                                            | Божидар Ранчић                            | Влатко Влатковић                          | ?    | не     |
| 1962. ▲    |                                                       |                                           |                                           |      |        |
| 1962       | Зимска импресија                                      | Михајло Поповић                           | Михајло Поповић                           | 0:08 | не     |
| 1962       | Млади поштар                                          | Александар Аранђеловић                    | Александар Аранђеловић                    | 0:10 | не     |
| 1962       | Милена Павловић - Барили                              | Љубиша Јоцић                              | Миодраг Протић                            | 0:15 | да     |
| 1962       | Деца                                                  | Пуриша Ђорђевић                           | Пуриша Ђорђевић                           | 0:12 | не     |
| 1962       | Народни херој                                         | Бранко Ћеловић                            | Бранко Ћеловић                            | 0:12 | не     |
| 1962       | Ново на нашим пољима                                  | Ратомир Ивковић                           | Ратомир Ивковић                           | 0:09 | да     |
| 1962       | Ултразвук                                             | Божидар Ранчић                            | Јордан Ђорђевић                           | 0:14 | не     |
| 1962       | Понеси ме машто                                       | Каменко Калуђерчић                        | Каменко Калуђерчић                        | 0:16 | да     |
| 1962       | Парада                                                | Душан Макавејев                           | Душан Макавејев                           | 0:11 | не     |
| 1962       | Ван оптицаја                                          | Божидар Ранчић                            | Божидар Ранчић                            | 0:11 | не     |
| 1962       | Испраћај                                              | Бранислав Бастаћ                          | Бранислав Бастаћ                          | 0:10 | не     |
| 1962       | Писмо Титу                                            | Миодраг Николић                           | Миодраг Николић                           | 0:19 | не     |
| 1962       | Једна пушка иде у град                                | Бранко Ћеловић                            | Бранко Ћеловић                            | 0:12 | ?      |
| 1962       | Цркве брвнаре                                         | Ратомир Ивковић                           | Ратомир Ивковић Добросав Павловић         | 0:12 | да     |
| 1962       | Поглед с моста                                        | Петар Стојановић                          | Петар Стојановић                          | 0:11 | не     |
| 1963. ▲    |                                                       |                                           |                                           |      |        |
| 1963       | Задушнице                                             | Драгослав Лазић                           | Драгослав Лазић                           | 0:11 | не     |
| 1963       | Уздинске сликарке                                     | Љубиша Јоцић                              | Љубиша Јоцић                              | 0:13 | не     |
| 1963       | Претежно ведро                                        | Владан Слијепчевић                        | Владан Слијепчевић                        | 0:15 | не     |
| 1963       | Паре у барама                                         | Бранко Гапо                               | Бранко Гапо                               | 0:09 | не     |
| 1963       | На кави у Маглају                                     | Александар Аранђеловић                    | Александар Аранђеловић                    | 0:10 | не     |
| 1963       | Контрабас                                             | Пуриша Ђорђевић                           | Пуриша Ђорђевић                           | 0:10 | не     |
| 1963       | Кише моје земље                                       | Миленко Штрбац                            | Миленко Штрбац                            | 1:17 | не     |
| 1963       | Дрво                                                  | Александар Аранђеловић                    | Александар Аранђеловић                    | 0:13 | не     |
| 1963       | Четврта страна                                        | Здравко Велимировић                       | Здравко Велимировић                       | 0:10 | не     |
| 1963       | Видео сам - Видео си                                  | Миодраг Јовановић                         | Миодраг Јовановић                         | 0:11 | не     |
| 1963       | Песма                                                 | Пуриша Ђорђевић                           | Пуриша Ђорђевић                           | 0:09 | не     |
| 1963       | Церар                                                 | Мића Милошевић                            | Мића Милошевић                            | 0:11 | не     |
| 1963       | Имате ли нешто за царину                              | Пуриша Ђорђевић                           | Пуриша Ђорђевић                           | 0:11 | не     |
| 1963       | Девојке без момака                                    | Вера Јоцић                                | Вера Јоцић                                | 0:14 | не     |
| 1963       | Заборављени марс                                      | Бранко Ћеловић                            | Бранко Ћеловић                            | 0:11 | не     |
| 1963       | Шаран                                                 | Божидар Ранчић                            | Божидар Ранчић                            | 0:12 | не     |
| 1963       | Хигија                                                | Божидар д Бенедикт                        | Божидар д Бенедикт                        | 0:03 | да     |
| 1963       | Филмски пројектор 16 мм                               | Ратомир Ивковић                           | Ратомир Ивковић Владета Лукић             | 0:08 | не     |
| 1963       | Морава                                                | Миодраг Николић                           | Миодраг Николић                           | 0:17 | не     |
| 1963       | Феникс                                                | Бранко Ранитовић                          | Бранко Ранитовић                          | 0:09 | да     |
| 1963       | 19.000.000                                            | Вук Бабић Дејан Ђурковић                  | Вук Бабић Дејан Ђурковић                  | 0:13 | не     |
| 1964. ▲    |                                                       |                                           |                                           |      |        |
| 1964       | Записник                                              | Александар Петровић                       | Александар Петровић                       | 0:17 | не     |
| 1964       | Тренутак са варијацијама                              | Миленко Штрбац                            | Миленко Штрбац                            | 0:10 | не     |
| 1964       | Село Мало Спутно                                      | Предраг Милисављевић Предраг Милосављевић | Предраг Милисављевић Предраг Милосављевић | 0:10 | не     |
| 1964       | Руке и нити                                           | Владимир Басара                           | Владимир Басара                           | 0:10 | да     |
| 1964       | Рођендан                                              | Вера Црвенчанин                           | Вера Црвенчанин                           | 0:13 | не     |
| 1964       | Пре потопа                                            | Бранислав Бастаћ                          | Бранислав Бастаћ                          | 0:15 | не     |
| 1964       | Пиротски ћилими                                       | Жарко Пешић                               | Жарко Пешић                               | 0:14 | да     |
| 1964       | Пети став                                             | Ото Денес                                 | Ото Денес                                 | 0:12 | не     |
| 1964       | Парничење                                             | Драгослав Лазић                           | Драгослав Лазић                           | 0:14 | не     |
| 1964       | Обичним људским кораком                               | Миленко Штрбац                            | Миленко Штрбац                            | 0:14 | не     |
| 1964       | Јован Мијатовић                                       | Пуриша Ђорђевић                           | Пуриша Ђорђевић                           | 0:16 | не     |
| 1964       | Церска битка                                          | Светозар Павловић                         | Светозар Павловић                         | 0:18 | не     |
| 1964       | Ехо у улици Гробљанској                               | Бошко Бошковић                            | Предраг Голубовић Стево Радовић           | 0:12 | не     |
| 1964       | Крос - Конкурс                                        | Божидар Ранчић                            | Божидар Ранчић                            | 0:12 | не     |
| 1964       | Без муке нема науке                                   | Мића Милошевић                            | Мића Милошевић                            | 0:12 | не     |
| 1964       | Вук Караџић                                           | Миодраг Николић                           | Ђуро Гавела Миодраг Николић               | 0:17 | не     |
| 1964       | Мачак Тоша                                            | Божидар д Бенедикт                        | Божидар д Бенедикт                        | 0:04 | да     |
| 1964       | Клузове девојке                                       | Оливера Гајић                             | Петар Стојановић                          | 0:13 | не     |
| 1964       | Српска књига 18. века                                 | Петар Стојановић                          | Петар Стојановић                          | 0:18 | не     |
| 1964       | Нова домаћа животиња                                  | Душан Макавејев                           | Момчило Илић Душан Макавејев              | 0:10 | не     |
| 1964       | Двадесет година                                       | Дејан Ђурковић                            | Дејан Ђурковић                            | 0:44 | не     |
| 1964       | Сос                                                   | Никола Мајдак                             | Симо Гајин Никола Мајдак                  | 0:11 | не     |
| 1964       | Кабл вис                                              | Божидар Ранчић                            | Милан Недељковић Божидар Ранчић           | 0:16 | да     |
| 1964       | Теренска мерења                                       | Миодраг Мија Јакшић                       | Иван Бандић Миодраг Мија Јакшић           | 0:07 | не     |
| 1964       | Самци су увек сами                                    | Миодраг Николић                           | Миодраг Николић                           | 0:13 | не     |
| 1964       | Први падеж - Човек                                    | Крсто Шканата                             | Крсто Шканата                             | 0:14 | не     |
| 1964       | Питање                                                | Пуриша Ђорђевић                           | Пуриша Ђорђевић                           | 0:17 | не     |
| 1964       | Од плате се мора живети                               | Миодраг Николић                           | Миодраг Николић                           | 0:16 | не     |
| 1964       | Неодржани састанак                                    | Бранислав Бастаћ                          | Бранислав Бастаћ Угљеша Врбица            | 0:15 | не     |
| 1964       | Хлеб                                                  | Вук Бабић Дејан Ђурковић                  | Вук Бабић Дејан Ђурковић                  | 0:14 | не     |
| 1965. ▲    |                                                       |                                           |                                           |      |        |
| 1965       | Сеобе                                                 | Драгослав Лазић                           | Драгослав Лазић                           | 0:14 | не     |
| 1965       | Сањари                                                | Пуриша Ђорђевић                           | Пуриша Ђорђевић                           | 0:15 | не     |
| 1965       | Сабори                                                | Александар Петровић                       | Александар Петровић                       | 0:13 | не     |
| 1965       | Речни саобраћај                                       | Федор Шкубоња                             | Федор Шкубоња                             | 0:06 | не     |
| 1965       | Није лако бити мали                                   | Марко Бабац                               | Душан Макавејев                           | 0:11 | не     |
| 1965       | Нема више шегрта                                      | Александар Аранђеловић                    | Александар Аранђеловић                    | 0:13 | не     |
| 1965       | Модерна галерија                                      | Владимир Басара                           | Владимир Басара                           | 0:11 | да     |
| 1965       | Младост - Лудост                                      | Драгослав Лазић                           | Драгослав Лазић                           | 0:12 | не     |
| 1965       | Иза фасада                                            | Миленко Штрбац                            | Миленко Штрбац                            | 0:16 | не     |
| 1965       | И њих 14...                                           | Миленко Штрбац                            | Миленко Штрбац                            | 0:15 | не     |
| 1965       | Црнобеле вертикале                                    | Светозар Павловић                         | Светозар Павловић                         | 0:13 | не     |
| 1965       | Човек и шешир                                         | Радомир Шарановић                         | Радомир Шарановић                         | 0:15 | не     |
| 1965       | Берба                                                 | Светозар Павловић                         | Светозар Павловић                         | 0:15 | не     |
| 1965       | Дом крај мора                                         | Бранислав Бастаћ                          | Бранислав Бастаћ                          | 0:15 | не     |
| 1965       | Шта да се ради                                        | Марко Бабац                               | Марко Бабац                               | 0:15 | не     |
| 1965       | Селимов свет                                          | Жарко Пешић                               | Мирко Барјактаревић Жарко Пешић           | 0:14 | не     |
| 1965       | Тражим самог себе                                     | Бранко Вукотић                            | Драгољуб Радоњић                          | ?    | не     |
| 1965       | Поноћни обрачун                                       | Божидар д Бенедикт                        | Ружица Фундуруља                          | 0:05 | да     |
| 1965       | Случај бањалучке гимназије                            | Јован Живановић                           | Драгољуб Голубовић Јован Живановић        | 0:16 | не     |
| 1965       | Како живе ватрогасци                                  | Александар Обреновић                      | Александар Обреновић                      | 0:11 | не     |
| 1965       | Мајка, син, унук, унука                               | Пуриша Ђорђевић                           | Пуриша Ђорђевић                           | 0:11 | не     |
| 1965       | Камен, боје, векови                                   | Миодраг Милошевић                         | Војислав Ђурић                            | 0:14 | да     |
| 1965       | Дал цапо ал фине                                      | Светозар Павловић                         | Светозар Павловић                         | 0:14 | не     |
| 1965       | 27 Март                                               | Миодраг Николић                           | Миодраг Николић                           | 0:16 | не     |
| 1965       | Тврђаве на Дунаву                                     | Ратомир Ивковић                           | Ратомир Ивковић                           | 0:15 | да     |
| 1965       | Шта би с годинама оним                                | Милош Радивојевић                         | Милош Радивојевић                         | 0:15 | не     |
| 1965       | Летовање                                              | Бранко Ћеловић                            | Бранко Ћеловић                            | 0:11 | не     |
| 1966. ▲    |                                                       |                                           |                                           |      |        |
| 1966       | Поподне једног пауна                                  | Војислав Ракоњац Кокан                    | Душан Савковић                            | 0:11 | не     |
| 1966       | Поглед кроз уво                                       | Александар Обреновић                      | Александар Обреновић                      | 0:16 | не     |
| 1966       | На граници живота                                     | Бранко Вукотић                            | Бранко Вукотић                            | 0:13 | да     |
| 1966       | Музеј савремене уметности                             | Владимир Басара                           | Миодраг Протић                            | 0:11 | да     |
| 1966       | Мала светлост                                         | Влатко Гилић Предраг Голубовић            | Влатко Гилић Предраг Голубовић            | 0:11 | не     |
| 1966       | Љубав у огледалу                                      | Федор Шкубоња                             | Федор Шкубоња                             | 0:17 | не     |
| 1966       | Лабин између 11. и                                    | Ото Денес                                 | Ото Денес                                 | 0:10 | да     |
| 1966       | Југотранс                                             | Драгослав Лазић                           | Драгослав Лазић                           | 0:11 | ?      |
| 1966       | Град који сам познавао                                | Миодраг Николић                           | Миодраг Николић                           | 0:18 | не     |
| 1966       | Анабелин сан                                          | Дејан Ђурковић                            | Дејан Ђурковић                            | 0:10 | не     |
| 1966       | И сутра и јуче                                        | Миленко Штрбац                            | Миленко Штрбац                            | 0:17 | не     |
| 1966       | Недеља на тркалишту                                   | Владан Слијепчевић                        | Владан Слијепчевић                        | 0:11 | не     |
| 1966       | Студентски Град                                       | Љубиша Јоцић                              | Љубиша Јоцић                              | 0:15 | не     |
| 1966       | Печат                                                 | Бранко Ћеловић                            | Бранко Ћеловић                            | 0:11 | не     |
| 1966       | Косовско црно злато                                   | Крсто Шканата                             | Крсто Шканата                             | 0:15 | не     |
| 1966       | Изложба                                               | Јордан Ђорђевић                           | Јордан Ђорђевић                           | 0:06 | да     |
| 1966       | Београдом, некад                                      | Миленко Штрбац                            | Миленко Штрбац                            | 0:19 | не     |
| 1966       | Осам на једнога                                       | $$$Coci Michieli                          | $$$Coci Michieli                          | 0:15 | не     |
| 1966       | Патер фамилиас                                        | Миодраг Мија Јакшић                       | Миодраг Мија Јакшић                       | 0:13 | не     |
| 1966       | Хора куота ест                                        | Љубиша Јоцић                              | Љубиша Јоцић                              | 0:15 | не     |
| 1966       | Заветовани                                            | Жарко Пешић                               | Жарко Пешић                               | 0:12 | не     |
| 1966       | Ратниче, вољно!                                       | Крсто Шканата                             | Крсто Шканата                             | 0:19 | не     |
| 1966       | На мртвој стражи                                      | Предраг Милисављевић                      | Предраг Милисављевић                      | 0:10 | не     |
| 1966       | Мајстори                                              | Александар Аранђеловић                    | Александар Аранђеловић                    | 0:11 | не     |
| 1966       | Друга страна медаље                                   | Мирослав Суботички                        | Мирослав Суботички                        | 0:16 | не     |
| 1966       | 1: 100                                                | Божидар Ранчић                            | Божидар Ранчић                            | 0:15 | не     |
| 1967. ▲    |                                                       |                                           |                                           |      |        |
| 1967       | 220 В                                                 | Ото Денес                                 | Ото Денес                                 | 0:15 | не     |
| 1967       | Сваког седмог јула                                    | Ратомир Ивковић                           | Ратомир Ивковић                           | 0:10 | не     |
| 1967       | Погибија Бате Јанковића                               | Пуриша Ђорђевић                           | Пуриша Ђорђевић                           | 0:10 | не     |
| 1967       | Нафташи                                               | Миодраг Милошевић                         | Миодраг Милошевић                         | 0:13 | не     |
| 1967       | Јован Цвијић                                          | Петар Стојановић                          | Петар Стојановић                          | 0:15 | не     |
| 1967       | Е2 - Е4 или зашто је морало доћи до привредне реформе | Бранислав Бастаћ                          | Бранислав Бастаћ                          | 0:09 | не     |
| 1967       | Гис ла ревидо фелице - Довиђења и срећно              | Каменко Калуђерчић                        | Славко Антић                              | 0:17 | да     |
| 1967       | Ватре и сведочанства                                  | Љубиша Јоцић                              | Љубиша Јоцић                              | 0:11 | да     |
| 1967       | Кад би сви                                            | Миленко Штрбац                            | Миленко Штрбац                            | 0:17 | не     |
| 1967       | Никад више                                            | Светозар Павловић                         | Светозар Павловић                         | ?    | ?      |
| 1967       | Дођи Миле у наш крај                                  | Светозар Павловић                         | Светозар Павловић                         | 0:11 | ?      |
| 1967       | Заштита на раду                                       | Предраг Милисављевић                      | Предраг Милисављевић                      | 0:15 | не     |
| 1967       | Срећно                                                | Крсто Шканата                             | Крсто Шканата                             | 0:15 | да     |
| 1967       | Хепатитис епидемица                                   | Марко Бабац                               | Марко Бабац                               | 0:14 | да     |
| 1967       | 100 плус                                              | Миодраг Мија Јакшић                       | Миодраг Мија Јакшић                       | 0:15 | не     |
| 1968. ▲    |                                                       |                                           |                                           |      |        |
| 1968       | Сусрети                                               | Ото Денес                                 | Ото Денес Љубиша Станков                  | 0:14 | не     |
| 1968       | Ствар срца                                            | Срђан Карановић                           | Срђан Карановић                           | 0:14 | не     |
| 1968       | Психоделикт                                           | Дејан Ђурковић                            | Дејан Ђурковић                            | 0:20 | да     |
| 1968       | Повратак на родно дрво                                | Влатко Гилић                              | Матија Бећковић                           | 0:13 | не     |
| 1968       | Отпуштени                                             | Владимир Басара                           | Владимир Басара                           | 0:13 | не     |
| 1968       | Носталгија вампира                                    | Крсто Шканата                             | Крсто Шканата                             | 0:16 | не     |
| 1968       | Није него                                             | Ненад Момчиловић Милан Шећеровић          | Ненад Момчиловић Милан Шећеровић          | 0:10 | не     |
| 1968       | Недеља                                                | Предраг Голубовић                         | Предраг Голубовић                         | 0:11 | не     |
| 1968       | Косовско црно злато 4.                                | Крсто Шканата                             | Крсто Шканата                             | 0:14 | да     |
| 1968       | Хексаптих                                             | Ђорђе Кадијевић                           | Ђорђе Кадијевић                           | 0:13 | не     |
| 1968       | Електронска рука                                      | Миодраг Николић                           | Миодраг Николић                           | 0:13 | не     |
| 1968       | Балада о кондуктерки                                  | Дренко Ораховац                           | Дренко Ораховац Василије Шујић            | 0:17 | не     |
| 1968       | Моја улица                                            | Александар Аранђеловић                    | Александар Аранђеловић                    | ?    | ?      |
| 1968       | Легенда о Војводи                                     | Мирослав Суботички                        | Мирослав Суботички                        | 0:11 | не     |
| 1968       | Клизачи                                               | Мића Милошевић                            | Мића Милошевић                            | 0:11 | не     |
| 1968       | Факултет у Бору                                       | Светозар Павловић                         | Светозар Павловић                         | 0:11 | не     |
| 1968       | Е баш ћу наћи те звезде                               | Гордана Бошков                            | Мирјана Стефановић                        | 0:13 | не     |
| 1968       | Леп поглед                                            | Бранислав Бастаћ                          | Бранислав Бастаћ                          | 0:12 | не     |
| 1968       | Два милионера                                         | Љубиша Јоцић                              | Љубиша Јоцић Јован Живановић              | 0:14 | не     |
| 1968       | Аплауз                                                | Радивоје Ивановић                         | Радивоје Ивановић Никола Рудић            | 0:07 | да     |
| 1968       | Најбољи муж                                           | Вера Јоцић                                | Вера Јоцић                                | 0:14 | да     |
| 1968       | Хоћу кући                                             | Милош Радивојевић                         | Милош Радивојевић                         | 0:20 | да     |
| 1968       | Долина векова                                         | Ратомир Ивковић                           | Војислав Ђурић                            | 0:15 | да     |
| 1968       | Брезе                                                 | Светозар Павловић                         | Светозар Павловић                         | 0:15 | не     |
| 1968       | Ђердапске ископине                                    | Владан Слијепчевић                        | Владан Слијепчевић                        | 0:13 | да     |
| 1968       | Запеј Македонијо                                      | Драгутин Костић                           | Душан Радовић                             | 0:30 | да     |
| 1968       | Мрља на савјести                                      | Душан Вукотић                             | Душан Вукотић                             | 0:17 | не     |
| 1968       | Концерт за Њ.В.                                       | Радивоје Ивановић                         | Радивоје Ивановић Никола Рудић            | 0:06 | да     |
| 1968       | Бор 1 етапа 2. фазе                                   | Светозар Павловић                         | Светозар Павловић                         | 0:17 | не     |
| 1968       | Народно позориште 1968. Београд                       | Светозар Павловић                         | Светозар Павловић                         | 0:33 | да     |
| 1968       | Невидљива опасност                                    | Александар Аранђеловић                    | Александар Аранђеловић Радомир Крстић     | 0:09 | не     |
| 1968       | Човек и машина пријатеља два                          | Александар Аранђеловић                    | Мирослав Милосављевић                     | 0:12 | не     |
| 1969. ▲    |                                                       |                                           |                                           |      |        |
| 1969       | Вежбајмо сваки дан                                    | Крсто Шканата                             | Момчило Илић                              | 0:13 | не     |
| 1969       | Угаљ                                                  | Драгослав Лазић                           | Драгослав Лазић                           | 0:14 | не     |
| 1969       | Пуцањ у главу                                         | Марија Благојевић                         | Марија Благојевић                         | 0:12 | не     |
| 1969       | Последњи                                              | Владимир Басара                           | Владимир Басара                           | 0:13 | да     |
| 1969       | Изразито Ја                                           | Јован Јовановић                           | Јован Јовановић                           | 0:35 | не     |
| 1969       | Из дима и прашине                                     | Миленко Штрбац                            | Миленко Штрбац                            | 0:14 | не     |
| 1969       | Добро нам дошли                                       | Стјепан Заниновић                         | Стјепан Заниновић                         | 0:27 | не     |
| 1969       | Пошто кошта жена                                      | Мирослав Јокић                            | Мирослав Јокић                            | 0:12 | не     |
| 1969       | Пролегомена за једну естетику                         | Милан Шећеровић                           | Ненад Момчиловић Милан Шећеровић          | 0:11 | не     |
| 1969       | Раскрсница                                            | Александар Аранђеловић                    | Александар Аранђеловић                    | 0:11 | не     |
| 1969       | Тренутак истине                                       | Милорад Јакшић Фанђо                      | Милорад Јакшић Фанђо                      | 0:11 | не     |
| 1969       | Трагом велике сеобе                                   | Ратомир Ивковић                           | Дејан Медаковић                           | 0:11 | не     |
| 1969       | Теразије                                              | Миленко Штрбац                            | Миленко Штрбац                            | 0:11 | не     |
| 1969       | Ав - Ав                                               | Миодраг Милошевић                         | Миодраг Милошевић                         | 0:19 | не     |
| 1969       | За и против за                                        | Мића Милошевић                            | Дејан Ђурковић Мића Милошевић             | 0:18 | не     |
| 1969       | Пресађивање осећања                                   | Дејан Ђурковић                            | Дејан Ђуровић                             | 0:11 | да     |
| 1969       | Београд                                               | Светозар Павловић                         | Светозар Павловић                         | 0:32 | да     |
| 1969       | Тито међу нама                                        | Светозар Павловић                         | Светозар Павловић                         | 0:16 | не     |
| 1969       | Бор трећи пут домаћин Титу                            | Предраг Милисављевић                      | Предраг Милисављевић                      | 0:11 | не     |
| 1969       | Хомо сапиенс                                          | Влатко Гилић                              | Влатко Гилић                              | 0:12 | не     |

| 1971 ▼ | 1972 ▼ | 1973 ▼ | 1974 ▼ | 1975 ▼ \| 1976 ▼ \| 1977 ▼ \| 1978 ▼ \| 1979 ▼ |

|            | Назив                                               | Редитељ                           | Сценарист                               | Тр.          | У боји |
| ---------- | --------------------------------------------------- | --------------------------------- | --------------------------------------- | ------------ | ------ |
| 1970.-те ▲ |                                                     |                                   |                                         |              |        |
| 1970       | Затегни деле                                        | Влатко Гилић                      | Влатко Гилић                            | 0:15         | не     |
| 1970       | Враћени у живот                                     | Александар Аранђеловић            | Бранко Шеговић                          | 0:21         | не     |
| 1970       | У правцу почетка                                    | Дејан Ђурковић                    | Дејан Ђурковић                          | 0:12         | да     |
| 1970       | Терористи                                           | Крсто Шканата                     | Крсто Шканата                           | 1:16         | не     |
| 1970       | Самоуправљачи                                       | Светозар Павловић Никола Вучинић  | Светозар Павловић                       | 0:26         | не     |
| 1970       | Премијера                                           | Владимир Басара                   | Владимир Басара                         | 0:13         | да     |
| 1970       | Пиво Бип                                            | Ратомир Ивковић                   | Ратомир Ивковић                         | 0:11         | не     |
| 1970       | На пробе                                            | Предраг Голубовић                 | Ратко Ђуровић                           | 0:19         | не     |
| 1970       | Кућа без фасаде                                     | Вера Јоцић                        | Вера Јоцић                              | 0:17         | не     |
| 1970       | Јувентус                                            | Вера Јоцић                        | Вера Јоцић                              | 0:13         | не     |
| 1970       | Ватерполо                                           | Бранко Калачић                    | Бранко Калачић                          | 0:13         | да     |
| 1970       | Балада о нафти                                      | Ратомир Ивковић Мирослав Јокић    | Мирослав Јокић Драгош Симовић           | 0:15         | да     |
| 1970       | Срце                                                | Дејан Косановић                   | Дејан Косановић Мића Милошевић          | 0:09         | да     |
| 1970       | Анатомија                                           | Радивоје Ивановић                 | Радивоје Ивановић Никола Рудић          | 0:08         | да     |
| 1970       | Историја ће за данас да се стрпи                    | Миленко Штрбац                    | Миленко Штрбац                          | 0:13         | не     |
| 1970       | Председници Тито и Каунда у Бору                    | Светозар Павловић                 | Светозар Павловић                       | 0:14         | не     |
| 1970       | Бор                                                 | Светозар Павловић                 | Светозар Павловић                       | 0:10         | да     |
| 1970       | Хомо хомини                                         | Влатко Гилић                      | Влатко Гилић                            | 0:08         | не     |
| 1971. ▲    |                                                     |                                   |                                         |              |        |
| 1971       | Звуци мермера                                       | Вера Јоцић                        | Вера Јоцић                              | 0:13         | да     |
| 1971       | Снег на уснама                                      | Љубиша Јоцић                      | Љубиша Јоцић                            | 0:14         | не     |
| 1971       | Одлазак каубоја                                     | Андрија Ђукић                     | Андрија Ђукић                           | 0:12         | да     |
| 1971       | Море, сунце и                                       | Здравко Велимировић               | Никола Станковић                        | 0:18         | да     |
| 1971       | Кад одрастеш потражи ме                             | Ратомир Ивковић                   | Љубица Ивковић                          | 0:16         | да     |
| 1971       | Фетиш                                               | Дивна Јовановић                   | Сретен Чоловић                          | 0:08         | да     |
| 1971       | Аудиција за кратки курс глуме                       | Никола Рајић                      | Никола Рајић                            | 0:13         | да     |
| 1971       | А кућа звони ли звони                               | Миодраг Николић                   | Миодраг Николић Душан Савковић          | 0:16         | да     |
| 1971       | Социјални експеримент                               | Дејан Ђурковић                    | Дејан Ђурковић                          | 0:19         | не     |
| 1971       | Нове грађевинске машине                             | Предраг Милисављевић              | Предраг Милисављевић                    | 0:11         | да     |
| 1971       | Незнаној матери                                     | Миленко Штрбац                    | Миленко Штрбац                          | 0:17         | не     |
| 1971       | Ин цонтинуо                                         | Влатко Гилић                      | Влатко Гилић                            | 0:12         | да     |
| 1971       | Генерал од Лох Фyнеа                                | Божидар Зечевић                   | Божидар Зечевић                         | 0:15         | да     |
| 1971       | Бања у Горњој Трепћи                                | Мирослав Јокић                    | Драгош Симовић                          | 0:15         | да     |
| 1971       | Зло ме уби ал сам жив                               | Мирослав Јокић                    | Мирослав Јокић Вера Стојнић Лебовић     | 0:15         | да     |
| 1971       | Комишање народа православног                        | Бранислав Бастаћ                  | Вера Стојнић Лебовић                    | 0:13         | да     |
| 1971       | Кормилар                                            | Бранко Калачић                    | Бранко Калачић                          | 0:09         | да     |
| 1971       | Колт 15 ГАП                                         | Јован Јовановић Миодраг Милошевић | Јован Јовановић Миодраг Милошевић       | 0:24         | не     |
| 1971       | Вријеме вампира                                     | Никола Мајдак                     | Никола Мајдак Ранко Мунитић             | 0:10         | да     |
| 1972. ▲    |                                                     |                                   |                                         |              |        |
| 1972       | Жисел                                               | Миодраг Николић                   | Миодраг Николић                         | 0:16         | да     |
| 1972       | Ждријело                                            | Живко Николић                     | Живко Николић                           | 0:14         | не     |
| 1972       | Погибија                                            | Здравко Велимировић               | Здравко Велимировић                     | 0:08         | да     |
| 1972       | Лед                                                 | Александар Илић                   | Александар Илић                         | 0:09         | да     |
| 1972       | Спортски живот                                      | Зоран Петровић                    | Зоран Петровић                          | 0:11         | не     |
| 1972       | Практична жена                                      | Гојко Шкарић                      | Русомир Богдановски Гојко Шкарић        | 0:14         | не     |
| 1972       | По глави становника                                 | Предраг Обрадовић                 | Предраг Обрадовић                       | 0:16         | не     |
| 1972       | Четврта димензија                                   | Дејан Ђурковић                    | Дејан Ђурковић                          | 0:11         | да     |
| 1972       | 25 година Пољопривредног комбината Београд          | Ратомир Ивковић Миодраг Милошевић | Ратомир Ивковић Миодраг Милошевић       | 0:30 \|\| да |        |
| 1972       | Џеки                                                | Александар Аранђеловић            | Александар Аранђеловић                  | 0:14         | да     |
| 1972       | Атлета                                              | Мирјана Кесер                     | Мирјана Кесер Душан Радовић             | 0:10         | не     |
| 1972       | Јуда                                                | Влатко Гилић                      | Влатко Гилић                            | 0:11         | да     |
| 1972       | Ципол од порта                                      | Бранко Калачић                    | Бранко Калачић                          | 0:13         | да     |
| 1972       | Колубара                                            | Крсто Шканата                     | Данко Поповић                           | 0:16         | да     |
| 1972       | Датуми                                              | Дејан Ђурковић                    | Дејан Ђурковић                          | 0:24         | не     |
| 1973. ▲    |                                                     |                                   |                                         |              |        |
| 1973       | Преображај                                          | Дивна Јовановић                   | Дивна Јовановић                         | 0:05         | да     |
| 1973       | Полазник                                            | Живко Николић                     | Живко Николић                           | 0:17         | да     |
| 1973       | Кумаши - Крушевац                                   | Федор Шкубоња                     | Федор Шкубоња                           | 0:19         | да     |
| 1973       | Земља у пламену                                     | Јордан Ђорђевић                   | Јордан Ђорђевић                         | 0:19         | да     |
| 1973       | Дивчибаре                                           | Александар Аранђеловић            | Александар Аранђеловић                  | 0:14         | да     |
| 1973       | Усташе                                              | Крсто Шканата                     | Крсто Шканата                           | 0:21         | да     |
| 1973       | Историја једног портрета                            | Живојин Спасић                    | Живојин Спасић                          | 0:11         | не     |
| 1973       | Моћ                                                 | Влатко Гилић                      | Влатко Гилић                            | 0:28         | да     |
| 1973       | Цаве цанем                                          | Зоран Предић                      | Зоран Предић                            | 0:11         | да     |
| 1973       | Савест                                              | Владимир Басара                   | Владимир Басара                         | 0:09         | да     |
| 1973       | На тромеђи                                          | Ратомир Ивковић                   | Душан Нешковић                          | 0:18         | да     |
| 1973       | Југославија осигурава                               | Федор Шкубоња                     | Ратомир Ивковић                         | 0:15         | да     |
| 1973       | Сова                                                | Александар Илић                   | Александар Илић                         | 0:11         | да     |
| 1973       | Црвена застава - Крушевац                           | Федор Шкубоња                     | Федор Шкубоња                           | 0:20         | да     |
| 1973       | Ј.И.К. Банка                                        | Мирослав Јокић                    | Мирослав Јокић                          | 0:18         | да     |
| 1974. ▲    |                                                     |                                   |                                         |              |        |
| 1974       | Ерај                                                | Миодраг Милошевић                 | Миодраг Милошевић                       | 0:16         | да     |
| 1974       | Двоструки салто                                     | Бранко Калачић                    | Бранко Калачић                          | 0:10         | да     |
| 1974       | Баук                                                | Живко Николић                     | Живко Николић                           | 0:16         | да     |
| 1974       | Та лепа реч                                         | Ратомир Ивковић                   | Љубица Ивковић                          | 0:15         | да     |
| 1974       | Отпори Крсте Хегедушића                             | Мило Ђукановић                    | Мило Ђукановић Александар Спасић        | 0:15         | да     |
| 1974       | Ником ништа                                         | Стјепан Заниновић                 | Стјепан Заниновић                       | 0:12         | да     |
| 1974       | Металци                                             | Никола Вучинић                    | Никола Вучинић                          | 0:11         | да     |
| 1974       | Дан када долази жири                                | Мирослав Јокић                    | Мирослав Јокић                          | 0:19         | да     |
| 1974       | Замка                                               | Александар Илић                   | Александар Илић                         | 0:11         | да     |
| 1974       | Београд - Град домаћин                              | Крсто Шканата                     | Крсто Шканата                           | 0:27         | да     |
| 1975. ▲    |                                                     |                                   |                                         |              |        |
| 1975       | Вода и минерали                                     | Александар Илић                   | Данко Поповић                           | 0:16         | да     |
| 1975       | Солиста и бетон                                     | Стјепан Заниновић                 | Светислав Бата Прелић Стјепан Заниновић | 0:10         | да     |
| 1975       | ПКБ - 30 година                                     | Ратомир Ивковић Миодраг Милошевић | Ратомир Ивковић Миодраг Милошевић       | 0:30         | да     |
| 1975       | Човек, квадрат, круг                                | Зоран Јовановић                   | Зоран Јовановић                         | 0:08         | да     |
| 1975       | Хиландар на Атосу                                   | Ратомир Ивковић                   | Војислав Ђурић                          | 0:24         | да     |
| 1975       | Акваријум                                           | Слободан Милић                    | Слободан Милић                          | 0:02         | да     |
| 1975       | Марко Перов                                         | Живко Николић                     | Живко Николић                           | 0:11         | да     |
| 1975       | Комунисти Југославије                               | Крсто Шканата                     | Крсто Шканата                           | 1:29         | да     |
| 1975       | Страст                                              | Александар Илић                   | Александар Илић                         | 0:12         | да     |
| 1976. ▲    |                                                     |                                   |                                         |              |        |
| 1976       | Зрачење                                             | Милорад Лаковић                   | Милорад Лаковић                         | 0:11         | да     |
| 1976       | Стабло                                              | Александар Илић                   | Александар Илић                         | 0:14         | да     |
| 1976       | Споменици културе у Србији, Македонији и Црној Гори | Ратомир Ивковић                   | Војислав Ђурић                          | 0:24         | да     |
| 1976       | Са Овчара и Каблара                                 | Крсто Шканата                     | Крсто Шканата                           | 0:14         | да     |
| 1976       | Прозор                                              | Живко Николић                     | Живко Николић                           | 0:16         | да     |
| 1976       | Нло                                                 | Слободан Милић                    | Слободан Милић                          | 0:02         | да     |
| 1976       | Хомо Ефлувиенс                                      | Александар Илић                   | Александар Илић                         | 0:16         | да     |
| 1976       | Антидогмин                                          | Зоран Јовановић                   | Зоран Јовановић                         | 0:07         | да     |
| 1976       | 25 година Енергопројекта                            | Милош Букумировић                 | Драган Петковић                         | 0:33         | да     |
| 1976       | Тито међу рударима                                  | Миодраг Паскући                   | Љубомир Соломоновић                     | 0:10         | да     |
| 1976       | Рупа                                                | Зоран Јовановић                   | Зоран Јовановић                         | 0:09         | да     |
| 1976       | Песма ми је и отац и мати                           | Светислав Бата Прелић             | Светислав Бата Прелић                   | 0:15         | да     |
| 1976       | Она                                                 | Вера Влајић                       | Вера Влајић                             | 0:06         | да     |
| 1977. ▲    |                                                     |                                   |                                         |              |        |
| 1977       | Земаљска сателитска станица Ивањица - Југославија   | Светозар Павловић Никола Вучинић  | Светозар Павловић                       | 0:20         | да     |
| 1977       | Ваше срце је у вашим рукама                         | Јован Матановић                   | Јован Матановић                         | 0:25         | да     |
| 1977       | У трагању                                           | Светислав Бата Прелић             | Светислав Бата Прелић                   | 0:08         | да     |
| 1977       | У алеји великана и великих догађаја                 | Вера Влајић                       | Предраг Голубовић Вера Влајић           | 0:12         | да     |
| 1977       | Проблем                                             | Зоран Јовановић                   | Зоран Јовановић                         | 0:04         | да     |
| 1977       | Оглав                                               | Живко Николић                     | Живко Николић Вељко Радовић             | 0:11         | да     |
| 1977       | Метеори                                             | Миодраг Милошевић                 | Миодраг Милошевић                       | 0:13         | да     |
| 1977       | Л'амоур тоујоур                                     | Зоран Јовановић                   | Зоран Јовановић                         | 0:08         | да     |
| 1977       | Еротикон                                            | Слободан Милић                    | Слободан Милић                          | 0:09         | да     |
| 1977       | Тито                                                | Крсто Шканата                     | Вицко Распор Крсто Шканата              | 0:32         | да     |
| 1977       | Неретвански изазов                                  | Ратомир Ивковић                   | Вицко Распор                            | 0:22         | да     |
| 1977       | Маљ                                                 | Александар Илић                   | Александар Илић                         | 0:11         | да     |
| 1977       | Ал сам блесав                                       | Мирослав Алексић                  | Мирослав Алексић                        | 0:05         | не     |
| 1977       | Живот у Хиландару                                   | Ратомир Ивковић Миодраг Милошевић | Ратомир Ивковић Миодраг Милошевић       | 0:29         | да     |
| 1977       | Телекомуникациони центар - Београд                  | Мирослав Суботички                | Мирослав Суботички                      | 0:23         | да     |
| 1977       | Хиландарско благо                                   | Ратомир Ивковић Миодраг Милошевић | Ратомир Ивковић Миодраг Милошевић       | 0:29         | да     |
| 1978. ▲    |                                                     |                                   |                                         |              |        |
| 1978       | Вуна - Златна сировина                              | Светозар Павловић                 | Миодраг Чекић                           | 0:42         | да     |
| 1978       | У предаху                                           | Предраг Голубовић                 | Предраг Голубовић                       | 0:29         | да     |
| 1978       | Траде марк                                          | Зоран Јовановић                   | Зоран Јовановић                         | 0:08         | да     |
| 1978       | Канон                                               | Александар Илић                   | Олга Петков                             | 0:13         | да     |
| 1978       | Ине                                                 | Живко Николић                     | Живко Николић                           | 0:14         | да     |
| 1978       | Идила                                               | Александар Илић                   | Александар Илић                         | 0:11         | да     |
| 1978       | Џунгла                                              | Слободан Милић                    | Слободан Милић                          | 0:08         | да     |
| 1978       | Прва позоришна представа                            | Мирослав Алексић                  | Мирослав Алексић                        | 0:16         | да     |
| 1978       | На древном тлу                                      | Ратомир Ивковић                   | Ратомир Ивковић                         | 0:06         | да     |
| 1978       | Кад је небо било црно над Београдом                 | Светозар Павловић                 | Светозар Павловић                       | 0:22         | да     |
| 1978       | Сент Андреја                                        | Ратомир Ивковић Миодраг Милошевић | Ратомир Ивковић Миодраг Милошевић       | 0:07         | да     |
| 1978       | Енергетско благо Србије                             | Ратомир Ивковић Миодраг Милошевић | Ратомир Ивковић Миодраг Милошевић       | 0:09         | да     |
| 1979. ▲    |                                                     |                                   |                                         |              |        |
| 1979       | Живи и мртви                                        | Мирослав Јокић                    | Милован Витезовић                       | 0:03         | да     |
| 1979       | Жар љубави                                          | Александар Илић                   | Александар Илић                         | 0:13         | да     |
| 1979       | Све је добро сто се добро сврши                     | Стјепан Заниновић                 | Стјепан Заниновић                       | 0:09         | да     |
| 1979       | Репоње                                              | Зоран Јовановић                   | Зоран Јовановић                         | 0:08         | да     |
| 1979       | Рекламација                                         | Мирослав Јокић                    | Милован Витезовић                       | 0:03         | да     |
| 1979       | Разорени споменици клултуре у Црној Гори            | Александар Илић                   | Александар Илић                         | 0:32         | да     |
| 1979       | Радића                                              | Стјепан Заниновић                 | Стјепан Заниновић                       | 0:15         | да     |
| 1979       | Пријатељи                                           | Ратомир Ивковић                   | Ратомир Ивковић                         | 0:11         | да     |
| 1979       | Повољан ветар                                       | Мирослав Јокић                    | Милован Витезовић                       | 0:03         | да     |
| 1979       | Оратор                                              | Бранко Ранитовић                  | Бранко Ранитовић                        | 0:02         | да     |
| 1979       | М/С                                                 | Александар Илић                   | Александар Илић                         | 0:06         | да     |
| 1979       | Мазамет                                             | Светозар Павловић                 | Миодраг Чекић                           | 0:19         | да     |
| 1979       | Југословенска вуна                                  | Светозар Павловић                 | Миодраг Чекић                           | 0:38         | да     |
| 1979       | Из руке птица                                       | Светислав Бата Прелић             | Светислав Бата Прелић                   | 0:12         | да     |
| 1979       | Бегунац                                             | Владимир Станић                   | Благоје Лупа                            | 0:02         | да     |
| 1979       | Млеко                                               | Ратомир Ивковић Миодраг Милошевић | Ратомир Ивковић Миодраг Милошевић       | 0:10         | да     |
| 1979       | Хомо Воланс                                         | Бранко Ранитовић                  | Бранко Ранитовић                        | 0:02         | да     |
| 1979       | Електра опус 1979                                   | Драган Маринковић                 | Драган Маринковић                       | 0:10         | да     |
| 1979       | Геосонда                                            | Мирослав Суботички                | Мирослав Суботички                      | 0:44         | да     |
| 1979       | Дубоко фундирање                                    | Мирослав Суботички                | Мирослав Суботички                      | 0:33         | да     |
| 1979       | Северна Шара                                        | Александар Ђулејић                | Александар Ђулејић                      | 0:06         | да     |
| 1979       | На минус 17                                         | Александар Ђулејић                | Александар Ђулејић                      | 0:11         | да     |

| 1981 ▼ | 1982 ▼ | 1983 ▼ | 1984 ▼ | 1985 ▼ \| 1986 ▼ \| 1988 ▼ \| 1989 ▼ |

|            | Назив                                          | Редитељ                       | Сценарист                       | Тр.  | У боји |
| ---------- | ---------------------------------------------- | ----------------------------- | ------------------------------- | ---- | ------ |
| 1980.-те ▲ |                                                |                               |                                 |      |        |
| 1980       | Земљотрес                                      | Александар Илић               | Александар Илић                 | 0:33 | да     |
| 1980       | Солидарност                                    | Александар Илић               | Александар Илић                 | 0:30 | да     |
| 1980       | Посета                                         | Иво Лауренчић                 | Милан Цветковић Иво Лауренчић   | 0:11 | да     |
| 1980       | Оловка                                         | Слободан Милић                | Слободан Милић                  | 0:06 | да     |
| 1980       | Његово Величанство                             | Вељко Бикић                   | Вељко Бикић                     | 0:02 | да     |
| 1980       | Нада                                           | Недељко Убовић                | Недељко Убовић                  | 0:02 | да     |
| 1980       | Национални парк Дурмитор                       | Александар Илић               | Александар Илић                 | 0:30 | да     |
| 1980       | Мама                                           | Зоран Поповић                 | Зоран Поповић                   | 0:07 | да     |
| 1980       | Фаворит                                        | Душан Петричић                | Душан Петричић                  | 0:02 | да     |
| 1980       | Еппур си муове                                 | Зоран Јовановић               | Зоран Јовановић                 | 0:08 | да     |
| 1980       | Брковез                                        | Вера Влајић                   | Вера Влајић                     | 0:09 | да     |
| 1980       | Ане                                            | Живко Николић                 | Живко Николић                   | 0:14 | да     |
| 1980       | Топла ваљаоница трака                          | Мирослав Суботички            | Мирослав Суботички              | 0:24 | да     |
| 1980       | Носталгије                                     | Миленко Штрбац                | Миленко Штрбац                  | 0:16 | да     |
| 1980       | Дар                                            | Милан Булатовић               | Милан Булатовић                 | 0:12 | да     |
| 1980       | Кадињача - Меморијални комплекс                | Милан Поповић                 | Милан Поповић                   | 0:05 | да     |
| 1980       | Градитељ                                       | Живко Николић                 | Живко Николић                   | 0:14 | да     |
| 1980       | Опасне игре                                    | Милан Булатовић               | Милан Булатовић                 | 0:11 | да     |
| 1980       | Бициклисти                                     | Милан Булатовић               | Милан Булатовић                 | 0:11 | да     |
| 1980       | Маестро                                        | Мирослав Суботички            | Мирослав Суботички              | 0:11 | да     |
| 1980       | Дом                                            | Михаило Илић $$$Bernd Upnmoor | Михаило Илић                    | 0:05 | да     |
| 1981. ▲    |                                                |                               |                                 |      |        |
| 1981       | Три и по деценије развоја                      | Милан Поповић                 | Милан Поповић                   | ?    | да     |
| 1981       | Топла ваљаоница                                | Мирослав Суботички            | Мирослав Суботички              | 0:28 | да     |
| 1981       | Тамнава                                        | Крсто Шканата                 | Крсто Шканата                   | 0:19 | да     |
| 1981       | Рам                                            | Зоран Јовановић               | Зоран Јовановић                 | 0:11 | да     |
| 1981       | Путовање                                       | Душан Петричић                | Душан Петричић                  | 0:02 | да     |
| 1981       | Прве у Србији                                  | Милан Поповић                 | Милан Поповић                   | ?    | да     |
| 1981       | Пожар                                          | Александар Ђулејић            | Александар Ђулејић              | 0:07 | да     |
| 1981       | Потопљени град                                 | Александар Ђулејић            | Александар Ђулејић              | 0:07 | да     |
| 1981       | Плави зец                                      | Душан Петричић                | Душан Петричић Душан Радовић    | 0:06 | да     |
| 1981       | Памук                                          | Светозар Павловић             | Миодраг Чекић                   | 0:30 | да     |
| 1981       | Одлагач                                        | Крсто Шканата                 | Крсто Шканата                   | 0:18 | да     |
| 1981       | На Кадињачи                                    | Милан Поповић                 | Милан Поповић                   | 0:04 | да     |
| 1981       | Марков Манастир                                | Арсеније Јовановић            | Арсеније Јовановић              | 0:06 | да     |
| 1981       | Изложба                                        | Владимир Басара               | Владимир Басара Живојин Шуловић | 0:11 | да     |
| 1981       | Дуел                                           | Драган Гајер                  | Драган Гајер                    | 0:10 | да     |
| 1981       | Блато                                          | Слободан Милић                | Слободан Милић                  | 0:02 | да     |
| 1981       | 35 година ПКБ                                  |                               |                                 | ?    | да     |
| 1981       | С оне стране                                   | Никола Јовићевић              | Душан Савковић                  | 0:05 | да     |
| 1981       | Трчање                                         | Душко Шево                    | Душко Шево                      | ?    | ?      |
| 1981       | Маскирани разбојник                            | Петар Лаловић                 | Петар Лаловић                   | 0:10 | да     |
| 1981       | Хидросистем Ибар - Лепенац                     | Александар Ђулејић            | Александар Ђулејић              | 0:08 | да     |
| 1981       | Торине                                         | Александар Илић               | Александар Илић                 | 0:14 | да     |
| 1981       | Биљег                                          | Живко Николић                 | Живко Николић                   | 0:11 | да     |
| 1981       | Памук - Госсyпиум                              | Светозар Павловић             | Миодраг Чекић                   | 0:30 | да     |
| 1981       | Кад су ломаче гореле у Београду                | Светозар Павловић             | Светозар Павловић               | 0:19 | да     |
| 1981       | Добро јутро Београде                           | Александар Јан Косцалик       | Александар Јан Косцалик         | 0:05 | да     |
| 1982. ▲    |                                                |                               |                                 |      |        |
| 1982       | Зврчка                                         | Зоран Јовановић               | Зоран Јовановић                 | 0:08 | да     |
| 1982       | Зелена Месопотамија                            | Ратомир Ивковић               | Ратомир Ивковић                 | ?    | да     |
| 1982       | Учитељица                                      | Иво Лауренчић                 | Драган Симић                    | 0:07 | да     |
| 1982       | Старе цивилизације на тлу Ирака                | Ратомир Ивковић               | Ратомир Ивковић                 | ?    | да     |
| 1982       | Случај Жанко                                   |                               |                                 | 0:45 | да     |
| 1982       | Јабука                                         | Пуриша Ђорђевић               | Пуриша Ђорђевић                 | 0:22 | да     |
| 1982       | Између два јубилеја                            | Радослав Гајић                | Радослав Гајић                  | ?    | да     |
| 1982       | Исламска уметност на тлу Ирака                 | Ратомир Ивковић               | Ратомир Ивковић                 | ?    | да     |
| 1982       | Хербаријум                                     | Зоран Јовановић               | Зоран Јовановић                 | 0:04 | да     |
| 1982       | Фарма Добановци                                | Ратомир Ивковић               | Ратомир Ивковић                 | ?    | да     |
| 1982       | Драгиша ливац                                  | Милан Поповић                 | Милан Поповић                   | 0:04 | да     |
| 1982       | Биоградска Гора                                | Александар Илић               | Александар Илић                 | 0:31 | да     |
| 1982       | Балегари                                       | Петар Лаловић                 | Петар Лаловић                   | 0:10 | да     |
| 1982       | Аутотранспорт Краљево                          | Ратомир Ивковић               | Ратомир Ивковић                 | ?    | да     |
| 1982       | Раскрсница                                     | Владимир Басара               | Владимир Басара                 | 0:11 | да     |
| 1982       | Бициклисти 2.                                  | Владимир Басара               | Владимир Басара                 | 0:12 | да     |
| 1982       | Љубав на први поглед                           | Никола Мајдак                 | Никола Мајдак                   | 0:02 | да     |
| 1982       | Лица                                           | Миленко Јовановић             | Миленко Јовановић               | 0:04 | да     |
| 1982       | Време икона                                    | Ратомир Ивковић               | Гордана Бабић                   | 0:07 | да     |
| 1982       | Шта ви предлажете                              | Никола Јовићевић              | Драган Гајер                    | 0:15 | да     |
| 1982       | Веселин Николић                                | Пуриша Ђорђевић               | Пуриша Ђорђевић                 | 0:06 | не     |
| 1982       | Опа, Опа                                       | Владимир Басара               | Владимир Басара                 | 0:11 | да     |
| 1982       | Дис                                            | Пуриша Ђорђевић               | Цветко Петровић                 | 0:07 | да     |
| 1983. ▲    |                                                |                               |                                 |      |        |
| 1983       | Свадбе                                         | Драгослав Лазић               | Драгослав Лазић                 | 0:11 | да     |
| 1983       | Старо Ужице                                    | Милан Поповић                 | Милан Поповић                   | ?    | да     |
| 1983       | Срби у Трсту                                   | Владан Слијепчевић            | Миливоје Бегенишић              | 0:07 | да     |
| 1983       | Споменици културе у Србији до краја 19. века 1 | Милан Поповић                 | Милан Поповић                   | ?    | да     |
| 1983       | Споменици културе у Србији до краја 19. века 2 | Милан Поповић                 | Милан Поповић                   | ?    | да     |
| 1983       | Споменици културе у Србији до краја 19. века 3 | Милан Поповић                 | Милан Поповић                   | ?    | да     |
| 1983       | Полтрон                                        | Слободан Милић                | Слободан Милић                  | 0:02 | да     |
| 1983       | Пијани возач                                   | Милан Поповић                 | Милан Поповић                   | ?    | да     |
| 1983       | Переат                                         | Милош Павловић                | Биљана Максић Милош Павловић    | 0:09 | да     |
| 1983       | Орао                                           | Слободан Милић                | Слободан Милић                  | 0:02 | да     |
| 1983       | Мућак                                          | Стеван Живков                 | Стеван Живков                   | 0:03 | да     |
| 1983       | Куда воде путеви несавесних возача             | Милан Поповић                 | Милан Поповић                   | ?    | да     |
| 1983       | Копаоник                                       | Крсто Шканата                 | Крсто Шканата                   | 0:21 | да     |
| 1983       | Испуњен живот                                  | Владан Слијепчевић            | Владан Слијепчевић              | 0:08 | да     |
| 1983       | Градитељи будућности                           | Предраг Антонијевић           | Предраг Антонијевић             | ?    | ?      |
| 1983       | Фластер                                        | Зоран Јовановић               | Зоран Јовановић                 | 0:10 | да     |
| 1983       | Добар дан Папа                                 | Александар Илић               | Александар Илић                 | 0:17 | да     |
| 1983       | Централни ремонт                               | Крсто Шканата                 | Крсто Шканата                   | 0:13 | да     |
| 1983       | Биоктос                                        | Милан Поповић                 | Милан Поповић                   | ?    | да     |
| 1983       | 12 месеци зиме                                 | Крсто Шканата                 | Крсто Шканата                   | 1:17 | не     |
| 1983       | Северна Шара                                   | Александар Ђулејић            | Александар Ђулејић              | 0:08 | да     |
| 1983       | Брезовица на Шари                              | Александар Ђулејић            | Александар Ђулејић              | 0:08 | да     |
| 1983       | Тешка ноћ                                      | Никола Лоренцин               | Никола Лоренцин                 | 0:06 | да     |
| 1983       | Сећање на жену ратника                         | Светозар Павловић             | Жика Живуловић                  | 0:19 | да     |
| 1983       | Како сачувати здравље                          | Јован Матановић               | Јован Матановић                 | 0:09 | да     |
| 1983       | Атекс                                          | Крсто Шканата                 | Крсто Шканата                   | 0:17 | да     |
| 1983       | Високолетач                                    | Александар Илић               | Александар Илић                 | 0:10 | да     |
| 1983       | Аранђеловац, град и људи                       | Владан Слијепчевић            | Владан Слијепчевић              | 0:12 | да     |
| 1984. ▲    |                                                |                               |                                 |      |        |
| 1984       | Знање у зрну                                   | Александар Илић               | Александар Илић                 | 0:10 | да     |
| 1984       | Сећање на Цигу                                 | Стјепан Заниновић             | Стјепан Заниновић               | 0:07 | да     |
| 1984       | Прича из воденице                              | Милан Поповић                 | Милан Поповић                   | ?    | да     |
| 1984       | Поткивач                                       | Милан Поповић                 | Милан Поповић                   | ?    | да     |
| 1984       | Политика                                       | Миомир Мики Стаменковић       | Пуриша Ђорђевић                 | 0:21 | да     |
| 1984       | Остати на голији                               |                               |                                 | ?    | да     |
| 1984       | Колар                                          | Милан Поповић                 | Милан Поповић                   | ?    | да     |
| 1984       | Бриони                                         | Владан Слијепчевић            | Миливоје Бегенишић              | 0:08 | да     |
| 1984       | Бачвар                                         | Милан Поповић                 | Милан Поповић                   | ?    | да     |
| 1984       | Уметност рашке школе                           | Ратомир Ивковић               | Ратомир Ивковић                 | 0:13 | да     |
| 1984       | Уметност моравске школе                        | Ратомир Ивковић               | Ратомир Ивковић                 | 0:13 | да     |
| 1984       | Марксијанци                                    | Зоран Јовановић               | Зоран Јовановић                 | 0:11 | да     |
| 1984       | Ромео и Јулија                                 | Душан Петричић                | Душан Петричић                  | 0:11 | да     |
| 1984       | Метак самилости                                | Зоран Јовановић               | Зоран Јовановић                 | 0:04 | да     |
| 1984       | Године                                         | Светозар Павловић             | Пуриша Ђорђевић                 | 0:28 | не     |
| 1984       | Бајче                                          | Жарко Драгојевић              | Жарко Драгојевић                | 0:08 | да     |
| 1984       | Сателитска станица ЈУ 2.                       | Светозар Павловић             | Светозар Павловић               | 0:15 | да     |
| 1984       | Колубара метал - Монтажа                       | Крсто Шканата                 | Крсто Шканата                   | 0:11 | да     |
| 1984       | Како возити моторцикл                          | Милан Булатовић               | Душан Петровић                  | 0:04 | да     |
| 1984       | Како возити бицикл                             | Милан Булатовић               | Душан Петровић                  | 0:04 | да     |
| 1984       | Архиви Југославије                             | Стјепан Заниновић             | Стјепан Заниновић               | 0:08 | да     |
| 1985. ▲    |                                                |                               |                                 |      |        |
| 1985       | Семенски кукуруз                               | Александар Илић               | Александар Илић                 | 0:10 | да     |
| 1985       | ПКБ Шећерана                                   | Ратомир Ивковић               | Ратомир Ивковић                 | ?    | да     |
| 1985       | ПКБ Фриком                                     | Ратомир Ивковић               | Ратомир Ивковић                 | ?    | да     |
| 1985       | Као пас и мачка                                | Вера Лебовић                  | Вера Лебовић                    | 0:04 | да     |
| 1985       | Галеника                                       | Крсто Шканата                 | Крсто Шканата                   | 0:20 | да     |
| 1985       | Марс смрти                                     | Миомир Мики Стаменковић       | Благоје Илић                    | 0:11 | да     |
| 1985       | Хиромантија                                    | Вера Влајић                   | Вера Влајић                     | 0:03 | да     |
| 1985       | Срби у Трсту - старе породице                  | Владан Слијепчевић            | Владан Слијепчевић              | 0:08 | да     |
| 1985       | Солдатска балада                               | Предраг Голубовић             | Предраг Голубовић               | 0:11 | да     |
| 1985       | Генеза                                         | Мирослав Живковић             | Мирослав Живковић               | 0:06 | да     |
| 1985       | Аллегро ма нон троппо                          | Пуриша Ђорђевић               | Пуриша Ђорђевић                 | 0:08 | да     |
| 1985       | Воде Београда                                  | Александар Илић               | Александар Илић                 | 0:21 | да     |
| 1985       | Цетиње Црне Горе                               | Никола Јовићевић              | Никола Јовићевић                | 0:30 | да     |
| 1985       | Трактор у саобраћају                           | Владимир Басара               | Владимир Басара                 | 0:15 | да     |
| 1985       | Рекорд                                         | Александар Илић               | Александар Илић                 | 0:08 | да     |
| 1985       | Крушик акумулатори                             | Александар Илић               | Александар Илић                 | 0:10 | да     |
| 1985       | 30 година Енергогаса                           | Александар Илић               | Александар Илић                 | 0:30 | да     |
| 1985       | Фабрика Каблова „Светозарево”                  | Драгослав Лазић               | Драгослав Лазић                 | 0:12 | да     |
| 1986. ▲    |                                                |                               |                                 |      |        |
| 1986       | Година Центропрома                             | Владан Слијепчевић            | Владан Слијепчевић              | ?    | да     |
| 1986       | Центропром                                     | Владан Слијепчевић            | Владан Слијепчевић              | ?    | да     |
| 1988. ▲    |                                                |                               |                                 |      |        |
| 1988       | Тамо Далеко - Први Светски Рат                 | Миомир Мики Стаменковић       | Благоје Илић                    | 1:25 | не     |
| 1988       | Споменик Вуку                                  | Владан Слијепчевић            | Владан Слијепчевић              | ?    | да     |
| 1988       | Сећање на Ваљевски партизански одред           | Владан Слијепчевић            | Владан Слијепчевић              | ?    | да     |
| 1989. ▲    |                                                |                               |                                 |      |        |
| 1989       | Срби у Трсту 2                                 | Владан Слијепчевић            | Владан Слијепчевић              | ?    | да     |
| 1989       | Ин мемориам Миливој Николајевић                | Владан Слијепчевић            | Владан Слијепчевић              | ?    | да     |
| 1989       | Берачи кафе                                    | Владан Слијепчевић            | Владан Слијепчевић              | ?    | да     |

| 1991 ▼ | 1992 ▼ | 1995 ▼ |

|            | Назив                                               | Редитељ                             | Сценарист                           | Тр.  | У боји |
| ---------- | --------------------------------------------------- | ----------------------------------- | ----------------------------------- | ---- | ------ |
| 1990.-те ▲ |                                                     |                                     |                                     |      |        |
| 1990       | Сказање о Светом Сави                               |                                     |                                     | ?    | да     |
| 1990       | Први пут заједно                                    | Крсто Шканата                       | Драган Митровић                     | 0:10 | да     |
| 1990       | Боље спречити                                       | Александар Илић                     | Александар Илић                     | 0:06 | да     |
| 1990       | Човек који је правио системе                        | Јован Јовановић                     | Јован Јовановић                     | 0:11 | не     |
| 1991. ▲    |                                                     |                                     |                                     |      |        |
| 1991       | Универзитетски клинички центар                      | Пуриша Ђорђевић                     | Пуриша Ђорђевић                     | 0:11 | да     |
| 1991       | Енергогас                                           | Александар Илић                     | Александар Илић                     | 0:19 | да     |
| 1991       | Реквијем за Јована Ачанског                         | Каменко Катић                       | Каменко Катић                       | 0:06 | да     |
| 1992. ▲    |                                                     |                                     |                                     |      |        |
| 1992       | Време ликвидатора                                   | Петар Љубојев                       | Слободан Гавриловић Петар Љубојев   | 0:02 | да     |
| 1995. ▲    |                                                     |                                     |                                     |      |        |
| 1995       | Миленијуми у трептају ока или метаморфоза Прометеја | Ранко Радовановић                   | Ранко Радовановић                   | 0:10 | да     |
| 1995       | Један од многих                                     | Предраг Делибашић Миодраг Јовановић | Предраг Делибашић Миодраг Јовановић | 0:18 | да     |
| 1995       | Запишите то, докторе Рајс!                          | Никола Мајдак                       | Благоје Илић Никола Мајдак          | 0:40 | да     |

| 2004 ▼ | 2006 ▼ |

|            | Назив                              | Редитељ            | Сценарист                       | Тр.  | У боји |
| ---------- | ---------------------------------- | ------------------ | ------------------------------- | ---- | ------ |
| 2000.-те ▲ |                                    |                    |                                 |      |        |
| 2000       | Децу још нисмо успели да преваримо | Живорад Милић      |                                 | ?    | да     |
| 2000       | Пећина                             | Грегор Зупанц      | Грегор Зупанц                   | 0:18 | да     |
| 2004. ▲    |                                    |                    |                                 |      |        |
| 2004       | Пуцај!                             | Драгана Милинковић | Драгана Милинковић              | ?    | не     |
| 2006. ▲    |                                    |                    |                                 |      |        |
| 2006       | Иза                                | Наташа Симонсон    | Драган Батанчев Наташа Симонсон | ?    | да     |